# Philipp van Limborch
Philipp Van Limborch, né le 19 juin 1633 à Amsterdam où il est mort le 30 avril 1712, est un théologien remontrant hollandais.

## Biographie
Limborch est né le 19 juin 1633 à Amsterdam, où son père était juriste. Il a fait ses études à Utrecht, à Leyde, dans sa ville natale, et finalement à l’Université d'Utrecht, où il entra en 1652. En 1657, il devint pasteur Remontrant à Gouda, et en 1667, il fut muté à Amsterdam, où, l'année suivante, la fonction de professeur de théologie au séminaire remontrant s'ajouta à sa charge pastorale. C'était un ami de John Locke, dont la Lettre sur la tolérance a probablement été adressée et publiée pour la première fois par  Limborch. Il est mort à Amsterdam le 30 avril 1712.

## Théologie
Sur le plan théologique, Limborch divergea radicalement de l'enseignement de Jacobus Arminius et de l'arminianisme. Il s'est tourné vers le rationalisme et le semi-pélagianisme. En pratique, il ne croyait pas à la dépravation totale et assimilait la grâce prévenante à la grâce commune.

## Œuvres et ministère
Son œuvre la plus importante, Institutiones theologiae christianæ, ad praxim pietatis et promotionem pacis, christianæ unice directæ (Amsterdam, 1686, 5e édition 1735), expose clairement le système théologique de Simon Episcopius et Stéphane Curcellæus. La quatrième édition (1715) comprend un récit posthume Relatio historica de origine et progressu controversiarum in fœderato Belgio de praedestinatione. Limborch écrit aussi De veritate religionis Christianae amica coltatio cum erudito Judæo (Gouda, 1687) ; Historia Inquisitionis (1692), en quatre tomes joints au the Liber Sententiarum Inquisitionis Tolosanæ (1307-1323) ; et un Commentarius in Acta Apostotorum et in Epistolas ad Romanos et ad Hebræos (Rotterdam, 1711).
Il se fait l'éditeur des travaux de ses prédécesseurs, et de Epistolæ ecclesiaslicæ præstantum ac eruditorum virorum (Amsterdam, 1684), surtout de Jacobus Arminius, Johannes Wtenbogaert, Conrad Vorstius, Gérard Vossius, Hugo Grotius, Simon Episcopius (son grand-oncle) et Gaspard van Baerle. Ces travaux contribuent à l'histoire de l'arminianisme. Ces œuvres sont indisponibles en français ; une traduction anglaise de sa Théologie fut publiée en 1702 par William Jones (A Complete System or Body of Divinity, both Speculative and Practical, founded on Scripture and Reason, Londres) ; une traduction anglaise de l'Historia Inquisitionis, par Samuel Chandler, dont la préface concerne la persécution, ses causes supposées et véritables paru en 1731.

## Œuvres
- Institutiones theologiae christianae, ad praxin pietatis et promotionem pacis, christianae unice directae, Amsterdam, 1686, 5e éd., 1735.
- De veritate religionis Christianae amica collatio cum erudito Judaeo, Gouda, 1687.
- Historia Inquisitionis (1692), in four books prefixed to the Liber Sententiarum Inquisitionis Tolosanae, 1308-1323.
- Commentarius in Acta Apostolorum et in Epistolas ad Romanos et ad Hebraeos, Rotterdam, 1711.